# Fest-Quadrille
Fest-Quadrille, op. 44, är en kadrilj av Johann Strauss den yngre. Den spelades första gången den 18 september 1847 i Wien. Inte att förväxlas med den senare komponerade Festival-Quadrille op. 341 (1867).

## Historia
Kadriljen var ett av flera verk som Strauss skrev veckorna före en stor konsertturné till Balkan. Den framfördes den 18 september 1847 vid en festival med ljusilluminationer i kurorten Wasserglacis (där dagens Wiener Stadtpark ligger). Utöver kadriljen framförde Strauss även valsen Dorfgeschichten (op. 47). I evenemangets annons utlovades även ett framförande av ouvertyren till Richard Wagners opera Tannhäuser - en opera som inte skulle sättas upp i Wien förrän i augusti 1857 - men ställdes in, antagligen på grund av otillräcklig repetitionstid. Strauss skrev senare att hann dirigerade "det första framförandet av ouvertyren i Wien" den 2 januari 1854.
Kadriljen gjorde inget bestående intryck och föll efter hand i glömska. Det berodde inte minst på konkurrensen från de otaliga verk som Strauss själv komponerade hela tiden och som fick företräde i konsertprogrammen.

## Om kadriljen
Speltiden är ca 5 minuter och 3 sekunder plus minus några sekunder beroende på dirigentens musikaliska tolkning.

## Weblänkar
- Dynastin Strauss 1847 med kommentarer om Fest-Quadrille.
- Fest-Quadrille i Naxos-utgåvan.